# Alexei Wassiltschenko
Alexei Alexandrowitsch Wassiltschenko (russisch Алексей Александрович Васильченко; * 29. März 1981 in Ust-Kamenogorsk, Kasachische SSR) ist ein kasachischer Eishockeyspieler, der seit Juli 2018 bei CS Progym Gheorgheni unter Vertrag steht.

## Karriere
Alexei Wassiltschenko begann seine Karriere als Eishockeyspieler bei Torpedo Ust-Kamenogorsk, für das er in der Saison 2000/01 sein Debüt in der Kasachischen Eishockeymeisterschaft gab und auf Anhieb die nationale Meisterschaft gewann. In der folgenden Spielzeit lief der Verteidiger mit Torpedo in der Wysschaja Liga, der zweiten russischen Spielklasse, auf. Daraufhin erhielt er einen Vertrag beim HK Spartak Moskau aus der russischen Superliga, beendete die Saison 2002/03 jedoch bei Chimik Woskressensk in der Wysschaja Liga.
Nach einem Jahr bei Salawat Julajew Ufa aus der Superliga, verbrachte Wassiltschenko die Zeit von 2004 bis 2007 bei dessen Ligarivalen Neftechimik Nischnekamsk. Die Saison 2007/08 begann er beim HK ZSKA Moskau und beendete sie beim HK MWD Balaschicha. Zur Saison 2008/09 kehrte der ehemalige Nationalspieler und Olympiateilnehmer von 2006 in seine kasachische Heimat zurück, wo er bei Barys Astana aus der neugegründeten Kontinentalen Hockey-Liga unterschrieb. Nach drei Jahren verließ er die Mannschaft und wechselte zur Saison 2011/12 innerhalb der KHL zum HK Traktor Tscheljabinsk.
In der Saison 2015/16 stand Wassiltschenko beim HK Jugra Chanty-Mansijsk unter Vertrag.

### International
Für Kasachstan nahm Wassiltschenko im Juniorenbereich an den U20-Junioren-Weltmeisterschaften 2000 und 2001 teil. Im Seniorenbereich stand er im Aufgebot seines Landes bei den B-Weltmeisterschaften 2001, 2002 und 2011 sowie bei den A-Weltmeisterschaften 2005 und 2010. Zudem vertrat er Kasachstan bei den Olympischen Winterspielen 2006 in Turin.

## Erfolge und Auszeichnungen
- 2001 Kasachischer Meister mit Torpedo Ust-Kamenogorsk
- 2011 Goldmedaille bei den Winter-Asienspielen
- 2011 Aufstieg in die Top-Division bei der Weltmeisterschaft der Division I, Gruppe B

## KHL-Statistik
(Stand: Ende der Saison 2016/17)